# Ревякин, Дмитрий Александрович
Дми́трий Алекса́ндрович Ревя́кин (13 февраля 1964, Новосибирск, Новосибирская область, СССР) — российский певец, музыкант, поэт, композитор. Создатель и лидер группы «Калинов мост».

## Биография
Детство провёл в посёлке Первомайском, учился в музыкальной школе по классу баяна. Отец Александр Ревякин —  строитель, мать Светлана Афиногеновна —  учительница русского языка и литературы (умерли в 2021 году).
По окончании школы поступил в Новосибирский электротехнический институт, в студенческие годы начал писать стихи и подрабатывать диск-жокеем на институтских дискотеках. Будучи студентом, создал группу «Калинов Мост». Сольным творчеством начал заниматься до создания группы. «Обломилась доска» и «Всякие разные песни» — альбомы того периода. К сольным альбомам Ревякина добавилась его книга стихов — «Гнев Совы».
Альбомы «Обломилась доска» и «Всякие разные песни» были записаны в январе 1988 года с микрофонов на бытовой катушечный магнитофон «Электроника 004», первыми слушателями стали студенты радиотехнического факультета НЭТИ. Некоторые из этих песен были популярны в сольном акустическом исполнении, некоторые прозвучали во время записи впервые и никогда больше публично не исполнялись.
По состоянию на 2014 год проживал в Москве.
30 августа 2017 года Ревякин вместе с гитаристом Александром Бадажковым записал сольник «Змееборец». Позже записали и следующую сольную работу Ревякина — «#снегпеченег». На портале «Планета» была запущена краудфандинговая акция по выпуску альбома, длившаяся до 9 сентября 2019 года. 16 августа на портале состоялась премьера первого сингла с готовящейся пластинки — титульный трек «Снег-печенег». Следом была представлена заключительная песня альбома «Жги, сибиряк». Сам альбом вышел 25 декабря 2019 года на CD и в сети Интернет.
В 2020 году Ревякин готовил несколько релизов: Opus Amore, новую пластинку с Александром Бадажковым и очередной студийный альбом «Калинова Моста». 15 октября 2020 года вышел сольный альбом музыканта под названием «Kosmotango». Первый сингл с пластинки «Плакса» был представлен 18 сентября.

## Личная жизнь
Сын Степан (род. 1986) — директор группы «Калинов Мост». В апреле 2009 года издан альбом «Сердце», посвящённый памяти супруги — Ольги, скончавшейся из-за оторвавшегося тромба в 2005 году. Похоронена в Москве, на Бутовском кладбище.

## Общественная позиция, санкции
Считает, что рок-музыка в России «агонизирует».
В феврале 2014 года посетил и поддержал Евромайдан, под впечатлением от увиденного записал вместе с группой 25/17 песню «Рахунок», отметив что «Беседы с восставшим народом потрясли меня до основания». Позднее поддержал пророссийских сепаратистов на войне в Донбассе.
В 2022 году Ревякин поддержал агрессию России против Украины, выступал на оккупированных российскими войсками территориях, в том числе в Мариуполе.
Национальное агентство по предотвращению коррупции Украины выступило с инициативой о введении против Ревякина международных санкций. В обосновании говорилось, что Ревякин «участвовал в пропагандистской деятельности террористической организации ДНР. Отрицает российскую агрессию против Украины. Имел незаконную концертную деятельность в Крыму». Ранее Ревякин был внесён ФБК в список коррупционеров и разжигателей войны за поддержку российских военных и действий российских властей во время агрессии против Украины.

## Дискография

### Сольные альбомы
| Год выпуска | Год записи | Название                      | Лейбл                      | Комментарий                                                                       |
| ----------- | ---------- | ----------------------------- | -------------------------- | --------------------------------------------------------------------------------- |
| 1997        | 1988       | «Всякие разные песни»         | Moroz Records Серия «Быль» | акустический магнитоальбом, записанный за одну ночь в общежитии НЭТИ Новосибирска |
| 1997        | 1988       | «Обломилась доска»            | Moroz Records Серия «Быль» | акустический магнитоальбом, записанный за одну ночь в общежитии НЭТИ Новосибирска |
| 1997        | 1988       | «Охта»                        | Manchester Files           | акустический квартирник, Ленинград                                                |
| 2007        | 2005       | «Жатва»                       | Цветной звук               |                                                                                   |
| 2013        | 2011       | «Grandi Canzoni, Opus 1»      | Navigator Records          |                                                                                   |
| 2015        | 2014       | «Grandi Canzoni. Opus Magnum» |                            |                                                                                   |
| 2017        | 2017       | «Змееборец»                   |                            |                                                                                   |
| 2019        | 2019       | «# снегпеченег»               | Navigator Records          |                                                                                   |
| 2020        | 2020       | «Kosmotango»                  | Navigator Records          |                                                                                   |
| 2023        | 2022       | «Стрелы лет»                  | Navigator Records          |                                                                                   |

### Совместные альбомы
| Год выпуска | Год записи | Название            | Лейбл         | Участники                              | Комментарий                       |
| ----------- | ---------- | ------------------- | ------------- | -------------------------------------- | --------------------------------- |
| 1996        | 1995-96    | «Всё поле в цветах» | Бекар Records | Дмитрий Ревякин и проект «Белый огонь» | старые песни в новых аранжировках |
| 1998        | 1997       | «Обряд»             | Moroz Records | «Ревякин и соратники»                  |                                   |

## Книги
- Ревякин Д. Гнев Совы. — Москва: Азбука, 1998.
- Ревякин Д. Кольца алые. — Москва: Азбука, 2003.
- Ревякин Д. Знаки Небес. — Москва: Азбука-2000, 2012.
- Ревякин Д. Алмазная скоба. Стихотворения и поэмы. — Москва: Азбука-2000, 2014.
- Ревякин Д. Раны времени. Стихотворения. — Москва: Городец, 2018.